# Gottlieb von Merkel
Gottlieb Merkel, ab 1905 Gottlieb Ritter von Merkel (* 29. Juni 1835 in Nürnberg; † 13. Oktober 1921 ebenda), war ein deutscher Arzt, Bezirksarzt, Obermedizinalrat, Krankenhausdirektor und Ehrenbürger der Stadt Nürnberg. Er ist Enkel des Nürnberger Kaufmanns Paul Wolfgang Merkel. Einer seiner Söhne ist Hermann Merkel.

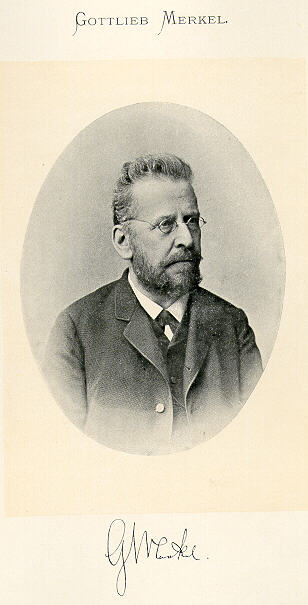
Gottlieb (von) Merkel

Merkel studierte Medizin an den Universitäten in Halle, Würzburg, Prag und Erlangen. In Erlangen war er Schüler von Franz von Dittrich und promovierte dort im Jahr 1859.
Ab 1858 war er als Assistenzarzt am Nürnberger Krankenhaus am Frauentorgraben tätig und ließ sich 1862 in Nürnberg als Arzt nieder. 1865 erhielt er als Leichenarzt seine erste öffentliche Stellung als Bezirksarzt. Von 1888 bis April 1908 war er Direktor des Städtischen Krankenhauses, als dessen Gründer er gilt.
1871 wurde Merkel in den mittelfränkischen Medizinalausschuss berufen. Er ist Verfasser zahlreicher Abhandlungen über Staubinhalationskrankheiten, die Trichinose und die Meningitis. Er war Mitglied der Nürnberger Freimaurerloge Zu den drei Pfeilen.

## Auszeichnungen
- 1905: Ritterkreuz des Verdienstordens der Bayerischen Krone
- 1905: Ehrenbürgerschaft der Stadt Nürnberg
- 1907: Goldene Bürgermedaille der Stadt Nürnberg

## Veröffentlichungen
- Vom ärztlichen Intelligenzblatt zur Münchener Medizinischen Wochenschrift. In: Münchener Medizinsche Wochenschrift. 1903, Nr. 11.